# 纳比斯
納比斯（希臘語：Νάβις，?—前192年），是前207年至前199年的斯巴達攝政，在前199年至前192年篡位成為斯巴達國王，在他任內期間爆發了第一次和第二次馬其頓戰爭以及反納比斯戰爭。他處死合法的小國王珀羅普斯，自己登上王位，並重振了斯巴達的國力。在第二次馬期頓戰爭期間，他加入馬期頓國王腓力五世的陣營，作為回報他得到了阿爾戈斯。然而當戰爭變得馬其頓不利時，他改投奔羅馬陣營。戰爭之後，羅馬與亞該亞同盟攻打了納比斯並將其擊敗。前192年他被埃托利亞同盟的軍官刺殺，納比斯死後斯巴達失去了獨立地位，他被認為最後一位獨立的斯巴達統治者，也是斯巴達改革運動中最後一位改革者。

## 統治斯巴達
前222年，斯巴達國王兼改革家克里昂米尼三世於塞拉西亞戰役戰敗後，斯巴達陷入權力真空數年，最後王位傳給一個男孩珀羅普斯（Pelops），並先後由馬卡尼達斯（Machanidas）和納比斯作為王國攝政。
納比斯繼續實行克里昂米尼三世的改革計畫，甚至還更極端，他驅逐富裕的人，並分配他們的財產。他解放許多奴隸並讓他們獲得公民身份，然而他適當保留呂庫古（Lycurgan）體制中一部份的黑勞士制度，以利宣稱自己復興傳統。納比斯的改革增加許多公民數，意味著他的軍隊除了眾多的傭兵外，他還有不少公民兵。波利比烏斯對納比斯革命式的改革非常敵視，他批評納比斯的支持者是「一幫殺人犯、夜賊、扒手和強盜」。
納比斯後來把斯巴達兩個國王僅存的世系後裔給殺了，古代史書尤其是波利比烏斯和李維，形容他是嗜血的統治者，是靠武力來奪權，且行為殘酷。波利比烏斯還說當他征服一個地方後，經常流放當地領導階級人物，還把他們的妻子嫁給強盜，並且下令解放奴隸。波利比烏斯有關納比斯的描述，或許真的反應實情，但也可能這是波利比烏斯對他的偏見，因為波利比烏斯自己本身就是上流階級。波利比烏斯還說，納比斯時常把富裕的地主召來，強迫他付出一大筆金錢，若不從的話他就施以酷刑。他可能用一種類似鐵處女的刑具，這雕像刑具被稱為納比斯的愛琵加（Apega of Nabis），是以他的王后愛琵加的形象做成。

## 復興
納比斯的外交政策仍遵循他的前任者，就是和埃托利亞同盟、厄利斯（Elis）、麥西尼（Messene）結盟對抗亞該亞同盟、馬其頓王國。因此在第一次馬其頓戰爭時他與羅馬結盟，並參與前205年的腓尼基和約。在隨後幾年中，納比斯擴張斯巴達的國土，重新征服了大部份的拉科尼亞和麥西尼。但在前204年他攻取迈加洛波利斯失利。他也重建了一支艦隊，這支艦隊很明顯主要是靠克里特島的盟邦幫助，然而波利比烏斯說這支艦隊是海盜。總之，納比斯用這支艦隊重新控制拉科尼亞的海岸線，同時他也為斯巴達建立城牆，這是斯巴達史的頭一遭，因為古代斯巴達人認為他們是靠戰士的勇氣保衛城市，而不是城牆。
在先前幾十年裡麥西尼還是斯巴達的盟友，但在前201年時，他入侵麥西尼的領土，很明顯這是為了復興斯巴達，因為直到前四世中葉斯巴達才喪失對該地的控制。納比斯攻下麥西尼，但當亞該亞菲洛皮門（Philopoemen）的軍隊前來干涉時，斯巴達軍隊不得不撤退，並在帖該亞（Tegea）遭到決定性敗戰。使這段時間納比斯的擴張野心受到壓制。
因為國土擴張的雄心，納比斯不可避免與伯羅奔尼撒北半部的亞該亞同盟敵對。儘管多次敗於亞該亞統帥菲洛皮門，但納比斯仍昰亞該亞同盟的一大威脅，當亞該亞人派出較弱的將軍迎戰時，多會輸給納比斯。在前200年，亞該亞人警覺納比斯能夠輕意蹂躪他們的領地，他們向馬其頓腓力五世求援，但腓力五世沒有提供援助。前199年時，納比斯推翻珀羅普斯，並宣稱自己是歐里龐提德世系國王德馬拉托斯（Demaratus）的後裔，自行稱王。納比斯還以國王的身分發行錢幣，然而當代希臘歷史學家波利比烏斯和後來的李維都不認為他是合法國王，他們稱納比斯為斯巴達的僭主。在第二次馬其頓戰爭其間，納比斯靈巧地運用羅馬和腓力五世的衝突，他起初先與馬其頓結盟，取得阿爾戈斯作為回報。之後，他倒向將會勝利的羅馬這一方，企圖來保住他的征服地。

## 與羅馬戰爭
前195年，在亞該亞人勸說下，羅馬資深執政官提圖斯·昆克蒂烏斯·弗拉米寧認為納比斯的勢力需要被壓制。弗拉米寧命令納比斯必須吐出阿爾戈斯還給亞該亞同盟，否則的話，將與羅馬戰爭。納比斯以羅馬人與他同盟時，他已經占有這座城市為由，拒絕交出。於是弗拉米寧率軍入侵拉科尼亞，爆發反納比斯戰爭。羅馬所領導的聯軍攻到斯巴達城下，進行圍城戰，納比斯認為大勢已去，向弗拉米寧求和。結果，斯巴達被迫吐出阿爾戈斯，並交出斯巴達通向大海的港口伊西翁。

## 再起和死亡
雖然戰後納比斯僅統治斯巴達城和鄰近的鄉村，但納比斯仍未放棄希望，他仍想回復先前的基業。在前192年，羅馬和其盟友亞該亞同盟即將要與塞琉古帝國安條克三世和埃托利亞同盟爆發戰爭，納比斯見到羅馬和亞該亞人為此事而發愁，他企圖趁機重新奪回港口伊西翁和拉科尼亞的海岸線。一開始他相當成功，占領了伊西翁並在一場小海戰擊敗亞該亞的艦隊。之後很快地，他的軍隊遭到菲洛皮門擊敗，被迫撤回斯巴達城中，菲洛皮門大肆掠奪斯巴達鄉野，隨即回軍返回。在這短短幾個月後，納比斯向埃托利亞同盟求援，希望靠著援軍對抗羅馬人和亞該亞同盟，來保衛他的領地。
埃托利亞人對此做出回應，他們派出1,000名步兵和300名騎兵組成的軍隊來到斯巴達。然而，埃托利亞指揮官亞歷山墨諾（Alexamenus）背叛納比斯，當納比斯操演他的軍隊時，埃托利亞人刺殺了他。隨後埃托利亞的軍隊企圖控制整座斯巴達城，但因憤怒的斯巴達市民抵抗而被阻止。在這混亂之時，亞該亞同盟認為這是個好機會，派遣菲洛皮門帶著大軍來到斯巴達。在那裡，菲洛皮門強迫斯巴達併入亞該亞同盟，結束斯巴達的獨立。結果，納比斯成了最後一位獨立的斯巴達統治者，也昰斯巴達作為希臘主要勢力的最後一位君主。

## 腳註
1. ↑  . Digital Historia Numorum.   [2012-03-01]. （原始内容存档于2005-12-27）.
2. ↑  波利比烏斯 13.6-8.
3. ↑  李維 34.27 （页面存档备份，存于）
4. ↑  波利比烏斯 13.6
5. ↑  波利比烏斯 13.7
6. 1 2  波利比烏斯 16.13
7. ↑  李維 29.12[永久]
8. ↑  李維 34.31[永久]
9. ↑  波利比烏斯 13.8.3-7
10. ↑  波利比烏斯 13.8
11. ↑  李維 34.35.9[永久]
12. ↑  波利比烏斯 16.13.3
13. ↑  李維 34.32.16[永久]
14. ↑  XXXX
15. ↑  Green, Alexander to Actium: The Historical Evolution of the Hellenistic Age, 302; Diod. Sic. 27.1.
16. ↑  Jones, A.H.M. . Oxford: Basil Blackwell. 1967: 158.
17. ↑  Holleaux, Rome and the Mediterranean; 218-133 B.C, 190
18. 1 2  李維 34.25 （页面存档备份，存于）
19. ↑  Holleaux, Rome and the Mediterranean; 218-133 B.C, 191
20. ↑  李維 34.41 （页面存档备份，存于）
21. 1 2 3 4  威廉·史密斯  （页面存档备份，存于）
22. 1 2 3  李維, Rome and the Mediterranean, 35.35
23. ↑  Cartledge and Spawforth, Hellenistic and Roman Sparta:A tale of two Cities, 77

### 古代文獻
- 李維, translated by Henry Bettison, (1976). Rome and the Mediterranean. London: Penguin Classics. ISBN 0-14-044318-5.
- 波利比烏斯, translated by Frank W. Walbank, (1979). The Rise of the Roman Empire. New York: Penguin Classics. ISBN 0-14-044362-2.

### 現代文獻
- 保羅·卡特利奇（Paul Cartledge）and Antony Spawforth, (2002). Hellenistic and Roman Sparta: A tale of two cities. London: Routledge. ISBN 0-415-26277-1
- Maurice Holleaux, (1930). Cambridge Ancient History: Rome and the Mediterranean; 218-133 B.C., (1st edition) Vol VIII. Los Angeles: Cambridge University Press.
- Jones, A.H.M. (1967). Sparta. Oxford: Basil Blackwell.
- William Smith, (1873). Dictionary of Greek and Roman Biography and Mythology. London: John Murray.

| 統治者頭銜      | 統治者頭銜                                        | 統治者頭銜                       |
| --------------- | ------------------------------------------------- | -------------------------------- |
| 前任： 珀羅普斯 | 斯巴達國王 歐里龐提德世系僭位者 前199年 – 前192年 | 繼任： 斯巴達滅亡 併入亞該亞同盟 |